# Heinz Lauff
Heinz Lauff ist ein ehemaliger deutscher Radrennfahrer und nationaler Meister im Radsport.

## Sportliche Laufbahn
Lauff war im Bahnradsport aktiv. Als Amateur wurde er 1956 vor Günther Ziegler nationaler Meister im Sprint. 1957 wurde er hinter Rudi Altig Vize-Meister, 1958 kam er hinter Sigi Walther auf den 2. Platz. Lauff war Mitglied der deutschen Nationalmannschaft und bestritt einige Länderkämpfe im Bahnradsport. Er startete mehrfach bei den UCI-Bahn-Weltmeisterschaften.